# Walter Mayr (Politiker)
Walter Mayr (* 25. Oktober 1943 in Retz) ist ein ehemaliger österreichischer Politiker (ÖVP) sowie Landesgeschäftsführer des Niederösterreichischen Arbeiter- und Angestelltenbundes. Er war Stadtrat und Vizebürgermeister in Groß-Enzersdorf und von 2002 bis 2003 sowie von 2008 bis 2009 Mitglied des österreichischen Bundesrates und seit 2009 Klubobmann der ÖVP-Gemeinderatsfraktion in Linz.

## Ausbildung und Beruf
Mayr besuchte von 1951 bis 1954 die Volksschule in Retz und wechselte danach von 1954 bis 1957 an die Hauptschule Retz. Er erlernte ab 1957 den Beruf des Konditors und absolvierte daneben von 1957 bis 1960 die kaufmännische und gewerbliche Berufsschule in Krems. Des Weiteren belegte er Fachkurse an der Handelsschule in Retz und absolvierte 1963 den Präsenzdienst. 
Mayr arbeitete zwischen 1962 und 1969 als Diözesansekretär der Katholischen Jugend Land Österreich und fand danach von 1970 bis 1974 eine Beschäftigung als Sekretär beim Niederösterreichische Arbeiter- und Angestelltenbund. Er stieg 1974 zum Landessekretär-Stellvertreter des NÖAAB auf und war ab 1994 beruflich als Landesgeschäftsführer des NÖAAB tätig.

## Politik und Funktionen
Walter Mayr wurde 1985 zum Mitglied des Gemeinderates der Stadtgemeinde Groß-Enzersdorf gewählt und übernahm 1995 das Amt eines Stadtrates für wirtschaftliche Angelegenheiten von Groß-Enzersdorf. Er war danach von 1995 bis 2000 Vizebürgermeister und Stadtrat für Finanzen und Liegenschaften von Groß-Enzersdorf und im Anschluss von 2000 bis 2005 Stadtrat für Straßen- und Wasserbau, Verkehr und Kanalbau. Von 2005 bis 2010 war er wieder Mitglied des Gemeinderates. Zudem fungierte er von 1995 bis 2000 als Ortsvorsteher in Mühlleiten.
Er gehörte vom 12. Dezember 2002 bis zum 23. April 2003 dem Bundesrat an und war vom 10. April 2008 bis zum 26. Jänner 2009 erneut Mitglied im Bundesrat.
Mayr war zudem von 1965 bis 1975 Zentralführer-Stellvertreter der Katholischen Jugend Land Österreich und von 1970 bis 2003 Vorsitzender der AG Entwicklungshilfe der Erzdiözese Wien. Er engagierte sich zudem von 1970 bis 1975 als Vizepräsident der Katholischen Aktion der Erzdiözese Wien. Zudem war er von 1997 bis 2005 Aufsichtsrat der Wohnbaugesellschaft Gebau-Niobau und von 2005 bis 2008 Vorstandsmitglied der NBG. Er hatte zwischen 200 und 2010 die Funktion des Vorstandsvorsitzenden der EWU Wohnbauunternehmensbeteiligungs AG inne und ist seit 1979 Geschäftsführer der Bildungsstätte Drosendorf der LAK-NÖ. Zudem ist er seit 1987 Gesellschafter der Golfanlage Moosburg-Pörtschach am Wörthersee, seit 2003 Aufsichtskommissär bei der Hypo NÖ Landesbank, seit 2004 Aufsichtsrat NÖ Landesgartenschau Planungs- und Errichtungs G.m.b.H. sowie Aufsichtsratsvorsitzender der Wohn- u. Siedlungsgenossenschaft Kirchberg/Wagram. Er wurde 2005 Obmann der Arge Wohnen NÖ/ Arge Eigenheim Landesgruppe NÖ und 2007 Bezirksstellenleiter des Roten Kreuz Groß-Enzersdorf. Zudem ist er seit 2007 Aufsichtsrat der Immo-Bank und seit 2009 Obmann der Wohnbaugenossenschaft NBG.

## Auszeichnungen
- Silbernes Ehrenzeichen für Verdienste um die Republik Österreich
- Silbernes Ehrenzeichen für Verdienste um das Bundesland Niederösterreich
- Goldenes Ehrenzeichen für Verdienste um das Bundesland Niederösterreich

## Privates
Mayr ist verheiratet und Vater von zwei Kindern.